# Хрест «Порятунок Кубані»
Хрест «Порятунок Кубані» — найвища нагорода Кубанської Народної республіки, запровадження в честь учасників визволення Кубанського краю від більшовизму 8 грудня 1918.

## Опис
Хрест «Порятунок Кубані» встановлюється двоступеневий:
- перша ступінь — чорний залізний хрест з гербом Кубанського Козачого Війська і з написом: «Порятунок Кубані 1918» — на аверсі і з порядковимим номером і зазначенням ступеня на реверсі. Хрест носиться на поєднаній стрічці — георгіївській і національній кубанській (вузька синя смуга — іногородні — подвійна широка малинова смуга — кубанці козаки і вузька зелена смуга — горяни);
- друга ступінь — такий же хрест, на поєднаній стрічці ордена св. Володимира і кубанській національній.

## Коло нагороджених
Хрест «Порятунок Кубані» І ступеня надавався: а) всім чинам Кубанської Армії, учасникам Кубанського походу, які брали участь у боях проти більшовиків з 28 лютого по 1 квітня 1918 року;
б) всім чинам Добровольчої Армії, учасникам боїв з більшовиками з 23 лютого (з дня переходу кордону Кубані) по 1 квітня 1918 року;
в) організаторам загонів, боротьба яких з більшовизмом мала загальнокрайове значення.
Хрест «Порятунок Кубані» ІІ ступеня надавався всім іншим чинам Кубанської і Добровольчої Армій, учасникам в поході в зазначені вище періоди, які не брали активної участі в боях.
Крім зазначених осіб хрести І та ІІ ступеня вручалися всім особам, які надали видатні подвиги в справі захисту Кубані за постановою Думи Хреста «Порятунок Кубані».

## Історія
Нагорода так і залишилися на папері і ніколи на Кубані виготовлені не була. Можливо, нагороджені ними отримали лише свідоцтва. Вже під час перебування в еміграції в Парижі було зроблено кілька десятків Хрестів «Порятунку Кубані» І ступеня і замовлена до них стрічка.